# Mike Marshall
Michael James Marshall (New Castle (Pennsylvania), 17 juli 1957) is een Amerikaanse jazz- en bluegrassmuzikant (gitaar, viool, mandoline), die heeft samengewerkt met David Grisman en Darol Anger.

## Biografie
Marshall groeide op in Lakeland (Florida). Op 18-jarige leeftijd won hij staatswedstrijden in Florida op viool en mandoline. Hij beschouwt zijn ontdekking van de muziek van David Grisman als een belangrijke gebeurtenis in zijn leven en bewondert hoe Grisman jazz- en latinstijlen combineerde tot zijn eigen vorm van bluegrass. Nadat Marshall naar Californië was verhuisd, werkte hij samen met Grisman aan filmmuziek en werd kort daarna door Grisman uitgenodigd om zich bij het kwintet aan te sluiten. Hij was lid van het David Grisman Quintet van 1985–1990 en toerde met Jerry Douglas, Béla Fleck, Tony Rice, Mark O'Connor, Stéphane Grappelli en Darol Anger.
Marshall en Darol Anger werkten tijdens hun carrière vaak samen. Ze richtten Montreux op met Barbara Higbie en Michael Manring en de superband Psychograss met Tony Trischka en Todd Phillips. Net als Grisman speelden beide bands een eclectische muziekstijl, die klassiek, folk, jazz en bluegrass combineerde. Marshall heeft Braziliaanse muziek (met name choro) uitgevoerd met de band Choro Famoso en op zijn tweede soloalbum Brazil: Duets. Hij bracht zijn debuut soloalbum Gator Strut uit in 1989. Marshall is een virtuoos op de mandoline. Hij bespeelt een Gibson F-5-mandoline uit 1924, die is ondertekend door Lloyd Loar. Hij hielp mee met de oprichting van het Modern Mandolin Quartet. Zijn vrouw Caterina Lichtenberg is een Duitse mandoliniste. Hij werkte samen met mandolinist Chris Thile aan Into the Cauldron (2003). Zowel hij als Caterina geven online mandolinelessen via ArtistWorks.

## Discografie
- 1985:	Chiaroscuro (Windham Hill)
- 1987:	Gator Strut	(Rounder)
- 1996:	Brasil: Duets (Rhino)
- 1998:	Midnight Clear (Acorn)
- 2001:	Wine Country (Menus and Music)
- 2002:	At Home and on the Range (Compass)
- 2003:	Into the Cauldron (met Chris Thile) (Sugar Hill)
- 2003: Serenata (Adventure)
- 2004:	Mike Marshall & Choro Famoso
- 2005:	Brazil Duets
- 2006:	Live: Duets (met Chris Thile) (Sugar Hill)
- 2006: New Words (Novas Palavras) (Adventure)
- 2007:	Mike Marshall and Darol Anger with Vase (Adventure)
- 2009:	Mike Marshall, Alex Hargreaves and Paul Kowert as Big Trio (Adventure)
- 2010:	Caterina Lichtenberg and Mike Marshal (Adventure)
- 2013:	Mike Marshall & the Turtle Island Quartet (Adventure)
- 2014:	Segunda Vez with Choro Famoso (Adventure)
- 2015:	J.S. Bach with Caterina Lichtenberg	(Adventure)
- 2018:	Third Journey with Caterina Lichtenberg (Adventure)

- Bibliothèque nationale de France: cb14052181b (data)
- Gemeinsame Normdatei: 134456262
- International Standard Name Identifier: 0000 0001 1450 4283
- Library of Congress Control Number: n83001587
- MusicBrainz: 70e8f7ec-5321-4b2e-9a0a-9392d883e1ca
- Nationale Bibliotheek van Tsjechië: xx0001284
- Virtual International Authority File: 85314624
- WorldCat: E39PBJqFKQmPTKv9G8YHKQBdcP